# アレクサンドル・パナヨートフ
アレクサンドル・セルゲーヴィッチ・パナヨートフ（ロシア語: Александр Сергеевич Панайотов、1984年7月1日 - 、ロシア連邦レニングラード市(現サンクトペテルブルク市)生まれ）は、ロシアの歌手、シンガーソングライターである。
公営テレビ局「テレビロシア」で2003年に放映されたオーディション番組「ナロードヌィ・アルチスト（国民的歌手）コンクール」の準優勝者。
3.5オクターブの音域を操り、ロシアのポップス界では「黄金の声の持ち主」とか「至高の声を持つ歌手の一人」と称されている。

## 生い立ち

### 少年時代
アレクサンドル・パナヨートフは1984年7月1日にレニングラード市(現サンクトペテルブルク市)で生まれた。
音楽家の系統ではなく、父は大工、母は調理師というごく普通の共働き家庭の中で生まれ育った、恰幅な体型の少年だった。
3歳のとき、一家はレニングラード市からウクライナのザポリージャ市へ引っ越した。
7歳のとき、多面的に学べるリセ第62学校（ザポリージャ市）の文学クラスに進学した。9歳になったとき、初めて学校のステージで映画「ゴスチ・イズ・ブードゥシェヴォ」の挿入歌「プレクラースノエ・ダレコー」を歌った。
10歳になったとき、同市の第2音楽学校に進学した。最初の試験でマライア・キャリーの歌を歌い音楽学校関係者一同をぼう然とさせ優秀だと評価された。正にここでプロの歌手になることを決意した。音楽学校のコンサートでは常に引っ張りだこだった。初めて一般の聴衆の前で歌ったのは1997年6月1日で、世界の子供を護る日を記念して作られた同市中央町広場でのコンサートだった。そこでウクライナの有名歌手アレクサンドル・パナマリョーフの「ス・ランク・ド・ノーチ（朝から晩まで）」を歌った。
15歳から作詞作曲を始め、様々なコンクール出場した際にこれを披露した。中でも有名なのは、「オコリツォヴァンナヤ・プチッツア」と「リトニィ・ドーシ」である。

### メジャーデビュー前
優秀な成績で中等教育と音楽学校卒業後、キエフ現代音楽演芸大学現代音楽ボーカル科に進学した。しかしこの時既にコンサートやコンクール活動に没頭していて不登校が多かった為、中途退学した。
テレビのオーディション「スターニ・ズヴェズドィ(「スターになれ」という意味)」に出場して自分の力を試す為、2002年にモスクワ移住を決意した。このオーディションで決勝戦まで勝ち進んだが、この決勝戦参加者でユニット「ドゥルギーエ・プラーヴィラ」を結成する話が持ち込まれこれに乗らなかったため、決勝戦を辞退した。
キーウへ戻ってからキエフ国立文化大学へ進学し、そこで「アリヤンス(「同盟」と言う意味)」という音楽バンドを結成した。バンドはキーウで大成功を収め、ナイトクラブのコンサートホールに出場していた。2003年にドイツ・ベルリン市で多くのドイツ市民や外国人を目前にしてコンサートを開催した。
幼少の頃から恰幅な体型だったが、努力の末2003年には2倍の痩身に成功した。そして公営ロシアテレビのオーディション番組「ナロードヌィ・アルチスト(「国民的歌手」と言う意味)」出場を経験できる幸運に巡りあった。このオーディションの決勝戦で準優勝を獲得。この準優勝を機に、ロシアで有名なプロデューサーであるエヴゲニー・フリドリャンド、キム・ブレイトブルクらと7年契約を締結した。

### メジャーデビュー後
ロシアやウクライナだけでなく近隣諸国（CIS諸国やバルト3国）でよく知られている。またロシア、ウクライナ、ベラルーシ、リトアニア、ラトビア、エストニア、イスラエル、米国、スペイン、フランス他欧州諸国のコンサートツアーを敢行し成功している。
各種テレビ・ラジオ番組や大イベントや若者の集まりでよくゲストとして出演している。3.5オクターブの音域を操り、彼のヴォーカル即興性や熟練さはスティーヴィー・ワンダーやジョージ・マイケルらと比較して遜色なく、音楽評論家からの反論をこれまで受けたことがない。社交的で責任感が強いため仕事仲間らと関係が良好である。仕事に対して前向きで勤勉、理想が高い。
2006年に制作年数２年をかけてできたデビューアルバム「レディ・ドシジャー」を、2010年にセカンドアルバム「フォルムラ・リュブヴィー(Forum of love、邦題「愛の公式」)」を発売した。
7年契約終了後の2011年3月から独立。2011年8月31日ソロシングル「Till tomorrow」を制作、同年10月20日ビデオクリップを公開した。

## ユーロビジョン代表選参加
ユーロビジョン・ロシア代表選やウクライナ代表選に2005年から出場しているが、ユーロビジョン代表に選ばれていない。2005年はアレクセイ・チュマコフとのデュエット曲「バラライカ」で臨み2位を獲得(1TV)、2007年もデュエット曲「ネ・マヤー」で2位を獲得、2008年には「ポルメーシャツ・イ・クレスト」でジーマ・ビランと僅か2点差で2位獲得(1TV)、2009年にはウクライナ代表選に出場し「SUPERHERO」を歌い2位獲得(ウクライナ1TV)した。2010年には「Maya Showtime」(テレビロシア1)を歌い6位を獲得。パナヨートフは自身を「ユーロビジョン代表選のベテラン」と軽く言ってのけている。

## 映画
2006年にロシアの連続ドラマ「Не родись красивой（美しく生まれるな）」で映画デビュー。
2007年にディズニーのミュージカル映画「Зачарованная（原題Enchanted、邦題：魔法にかけられて）」の挿入曲「Так близко（原題：So close、邦題：そばにいて）」を歌った。
2011年にユニバーサル・ピクチャーズの「Бунт ушастых（原題：Hop、邦題：イースターラビットのキャンディ工場）」のフレッド役の声を担当した。

## 受賞歴
- 2003年 — ザポリージャ・レッドリスト受領[1](ザポリージャ)
- 2006年 — 「国家の生涯のために」 金メダル受賞[2](モスクワ)
- 2007年 — 芸術功労勲章受賞[3](モスクワ)
- 2010年 — 「燃える心」勲章受賞(モスクワ)[4]

音楽コンテスト
- 2000年 — 「Черноморские игры （チェルノモールスキィエ・イグルィ）」　グランプリ受賞
- 2000年 — 「Славянский базар （スラビャンスキィ・バザール）」　第3位(キーウ市)
- 2000年 — 「Азовские паруса （アゾフスキィエ・パルサー）」　優勝(アゾフ市)
- 2001年 — 「Золотой шлягер （ザラトィ・シュリャーゲル）」　優勝(モギリョフ市)
- 2001年 — 「Дискавери （ディスカヴェリ）」　優勝(ブルガリア共和国・ヴァルナ市)
- 2001年 — 「Море друзей （モーレ・ドゥルズェイ）」　優勝(ヤルタ市)
- 2001年 — 「Конкурс артистов эстрады （コンクルス・アルチストフ・エストラードィ）」　準優勝(キーウ市)
- 2002年 — 「Песни Вильнюса （ペースニ・ヴィリニュサ）」　優勝(ラトビア共和国)
- 2002年 — 「Стань звездой （スターニ・ズヴェズドィ）」　決勝進出(テレビロシア)
- 2003年 — 「Народный артист （ナロードヌィ・アルチスト）」　準優勝(テレビロシア)

## 発表作品
アルバム
- Леди дождя （レディ・ドシジャー） （2006年）
- Формула любви （フォルムラ・リュブヴィー、Forum of love、愛の公式) （2010年）

コンピレーション・アルバム
- Слухай@zp.ua （スルーハイ@zp.ua）(彼が作詞作曲した歌"レートゥニェイ・ドーシ"が挿入されている) （2001年）
- Народный артист 1 （ナロードヌィ・アルチスト1） （2004年）
- Народный артист 2 （ナロードヌィ・アルチスト2） （2004年）
- Финальный концерт проекта в Кремле （フィナーリヌィ・コンツェルト・プロエクタ・フ・クレームレ）(dvd) （2004年）
- Балалайка （バラライカ） （2005年）
- Народный артист・mp3 （ナロードヌィ・アルチスト・mp3） （2005年）
- Народный артист необыкновенный （ナロードヌィ・アルチスト・ネアヴィクノヴェンヌィ） （2005年）
- Мальчишник （マリチシュニク） （2006年）
- Все звезды поют песни Кима Брейтбурга （フセ・ズビョーズドゥイ・パユート・ペースニ・キマ・ブレイトブルガ） （2006年）
- "Фабрика звёзд" против "Народный артист" （「ファーブリカ・ズヴョーズド」プローチフ「ナロードヌィ・アルチスト」） （2006年）
- Пу́тін - хуйло́  Современный Гитлер（フイロ・ソブリミァニ・ギトラ）（2009年）

ビデオクリップ
- Необыкновенная（ナロードヌィ・アルチスト・ネアヴィクノヴェンヌィ）（2005年）
- Балалайка （バラライカ） （2005年）
- Голос （ゴーラス） （2007年）
- Формула любви （フォルムラ・リュブヴィー) （2010年）
- Till tomorrow （ティル・トゥモロー） （2011年）